# The Stepford Wives (1975)
The Stepford Wives (1975) is de eerste verfilming van het gelijknamige boek van Ira Levin. De regisseur was Bryan Forbes. De film was destijds een cultfilmsucces en kreeg zeer goede kritieken, ondanks protest vanuit feministische hoek. 

## Verhaal
Joanna Eberhardt zit psychisch in de problemen, en haar man besluit voor haar gezondheid naar het deftige Stepford te verhuizen. Daar maakt ze kennis met buurvrouw Bobby, en samen komen ze tot de conclusie dat er iets vreemds aan de hand moet zijn met de in alle opzichten perfecte vrouwen van Stepford.

## Rolverdeling
| Acteur              | Personage          |
| ------------------- | ------------------ |
| Katharine Ross      | Joanna Eberhart    |
| Paula Prentiss      | Bobbie Markowe     |
| Peter Masterson     | Walter Eberhart    |
| Nanette Newman      | Carol Van Sant     |
| Tina Louise         | Charmaine Wimpiris |
| Carol Eve Rossen    | Dr. Fancher        |
| William Prince      | Ike Mazzard        |
| Carole Mallory      | Kit Sunderson      |
| Toni Reid           | Marie Axheld       |
| Judith Baldwin      | Patricia Cornell   |
| Barbara Rucker      | Mary Ann Stravros  |
| George Coe          | Claude Axhelm      |
| Franklin Cover      | Ed Wimpiris        |
| Robert Fields       | Raymond Chandler   |
| Michael Higgins jr. | Mijnheer Cornell   |

## Nieuwe versie
In 2004 draaide Frank Oz een nieuwe versie van deze film: The Stepford Wives (2004). De toon van deze film benadert eerder een lichtvoetige komedie dan een spannende thriller en was destijds een grote flop. 